# Chozeau
Chozeau – miejscowość i gmina we Francji, w regionie Owernia-Rodan-Alpy, w departamencie Isère.
Według danych na rok 1990 gminę zamieszkiwało 618 osób, a gęstość zaludnienia wynosiła 75 osób/km² (wśród 2880 gmin regionu Rodan-Alpy Chozeau plasuje się na 1050. miejscu pod względem liczby ludności, natomiast pod względem powierzchni na miejscu 1259.).